# Marquesado de Santa Ilduara
El marquesado de Santa Ilduara es un título nobiliario español creado el 12 de enero de 1873, con el vizcondado previo de San Rosendo, por el rey Amadeo I de España a favor de Camilo Feijoó de Sotomayor y Cejo, comandante del puerto de Mallorca.

## Marqueses de Santa Ilduara
|                                 | Titular                                          | Periodo                         |
| Creación por Amadeo I de Saboya | Creación por Amadeo I de Saboya                  | Creación por Amadeo I de Saboya |
| ------------------------------- | ------------------------------------------------ | ------------------------------- |
| I                               | Camilo Feijóo de Sotomayor y Cejo                | 1873-1893                       |
| II                              | Urbano Feijóo de Sotomayor y Feijóo de Sotomayor | 1925-¿?                         |
| III                             | Elena Feijóo de Sotomayor y Feijóo de Sotomayor  | 1961-1967                       |
| IV                              | Elena Lourdes Casaleiz Feijóo de Sotomayor       | 1969-2002                       |

## Historia de los marqueses de Santa Ilduara

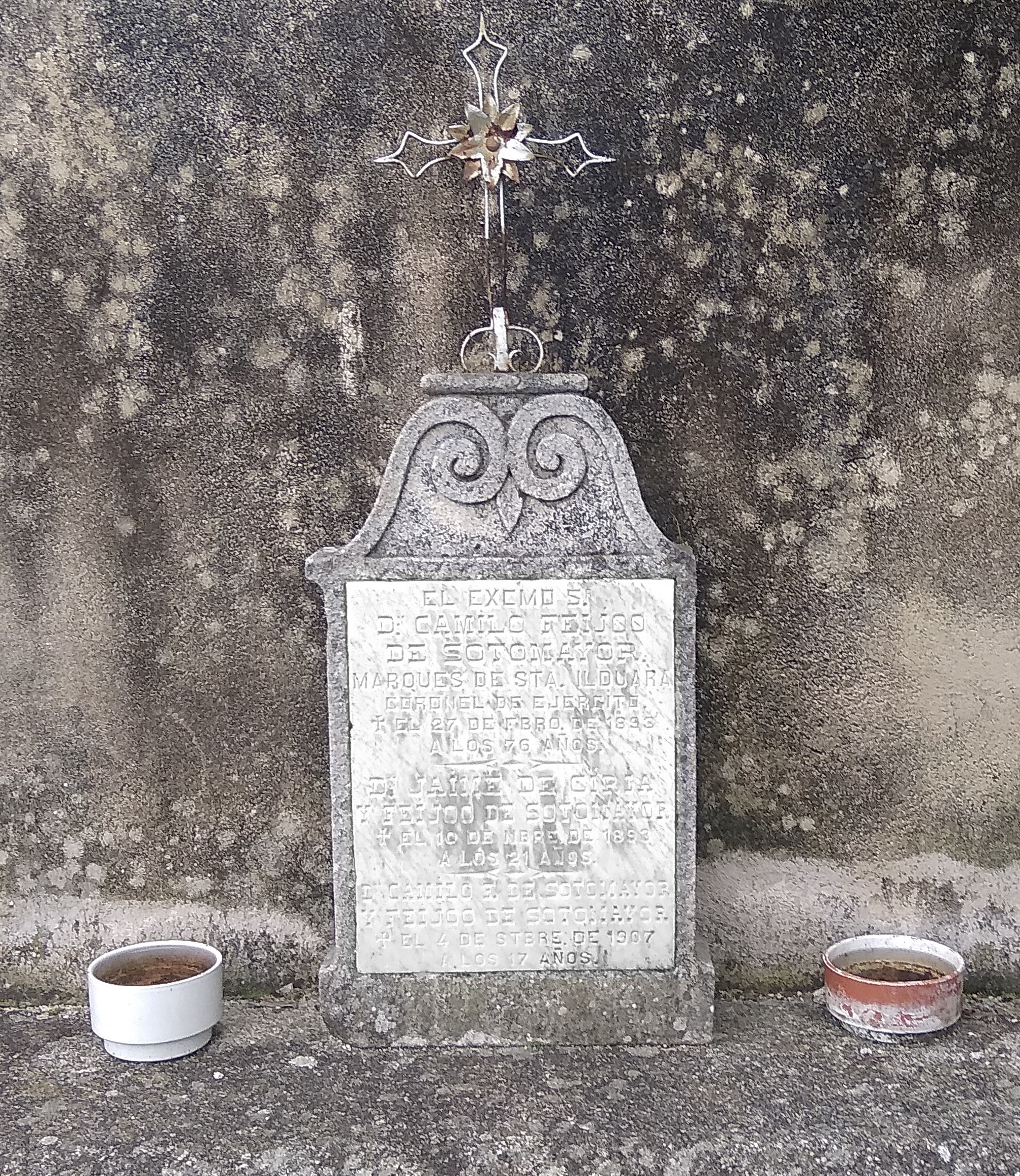
Lápida en la tumba de Camilo Feijóo de Sotomayor en el cementerio de San Francisco, Orense

- Camilo Feijóo de Sotomayor y Cejo (m. Viana del Bollo, 27 de febrero de 1893),[2] I marqués de Santa Ilduara,[1] vizconde de San Rosendo, coronel de infantería, gran cruz de la Orden de Isabel la Católica, caballero de la Orden de San Hermenegildo y comendador de la Orden de Carlos III.[2]

En 16 de marzo de 1925, por rehabilitación, sucedió:
- Urbano Feijóo de Sotomayor y Feijóo de Sotomayor (m. 1959), II marqués de Santa Ilduara.[1]

El 20 de octubre de 1961 sucedió su hermana:
- Elena Feijóo de Sotomayor y Feijóo de Sotomayor, III marquesa de Santa Ilduara.[3]

En 17 de enero de 1969 sucedió su hija:
- Elena Lourdes Casaleiz Feijóo de Sotomayor (m. 31 de octubre de 2002), IV marquesa de Santa Ilduara.[4][5]

Casó el 5 de julio de 1948 con Valentín Dávila y Jalón, (1914-2011), II marqués de Dávila, grande de España, historiador y genealogista, cofundador de la Real Asociación de Hidalgos de España.